# Savigny-en-Terre-Plaine
Savigny-en-Terre-Plaine – miejscowość i gmina we Francji, w regionie Burgundia-Franche-Comté, w departamencie Yonne.
Według danych na rok 1990 gminę zamieszkiwało 180 osób, a gęstość zaludnienia wynosiła 21 osób/km² (wśród 2044 gmin Burgundii Savigny-en-Terre-Plaine plasuje się na 731. miejscu pod względem liczby ludności, natomiast pod względem powierzchni na miejscu 1011.).